# 100% Hell
100% Hell é o sexto álbum de estúdio da banda de thrash metal italiana Necrodeath. Foi lançado em 2006 pela gravadora Scarlet Records.

## Faixas
1. February 5th, 1984 - 0:57
2. Forever Slaves - 3:22
3. War Paint - 4:36
4. Master Of Morphine - 4:20
5. The Wave - 3:52
6. Theoretical And Artificial - 3:25
7. Identity Crisis - 4:28
8. "Beautiful Brutal" World - 3:15
9. Hyperbole - 0:55
10. 100% Hell - 9:38